# Alfred Lind
Søren Estrup Alfred Lind (* 27. März 1879 in Helsingør, Dänemark; † 29. April 1959 in Kopenhagen, Dänemark) war ein dänischer Kameramann, Drehbuchautor und Regisseur der Stummfilmzeit.

## Leben
Nach seiner Ausbildung zum Tischler wandte er sich dem neuen Medium Film zu. Seinen ersten Film drehte er 1906, im selben Jahr eröffnete er das erste Kino in Reykjavík auf Island. Er war Direktor des dänischen Unternehmens Nordisk Film und Fotorama in Aarhus von 1910 bis 1912. Lind war einer der bekanntesten Regisseure des frühen skandinavischen Films, er filmte aber auch in Deutschland und Italien. Nach Aufkommen des Tonfilms beendete er seine Karriere als Filmschaffender und arbeitete als Zimmermann. Er war ab 1940 mit der Schauspielerin Gertrude Auguste Emmy Barras verheiratet, geborene Rude Nick (23. März 1884–?). Er starb im Alter von 80 Jahren und liegt auf dem Søndermark Kirkegård Frederiksberg begraben.
Er wird angenommen, dass die frühesten erhaltenen Filmaufnahmen von Island aus dem Jahr 1906 von ihm stammen.

## Filmografie (Regie)
| - 1910: Zweierlei Liebe - 1911: Dæmonen - 1911: De fire djævle - 1912: Bjørnetæmmeren - 1912: Der fliegende Cirkus - 1912: Dødssejleren - 1912: Slægten - 1913: Af en Opdagers Dagbog - 1913: Den hemmelige traktat - 1913: His Life for the Cause | - 1913: Krigens Fakkel - 1913: Turi, der Wanderlappe - 1914: Amerika – Europa im Luftschiff - 1914: Negli artigli del Pascià - 1915: Il jockey della morte - 1916: Il circo della morte - 1916: Zirkus Wolfsons letzte Galavorstellung - 1920: Alkohol - 1923: La fanciulla dell’aria - 1928: Tragödie im Zirkus Royal - 1929: Ragazze non scherzate |